# 清莱国际机场
美發弄-清莱国际机场位于泰国北部清莱府清莱城外8公里。是泰国北部第二大的机场。

## 概況
航站楼和GTC（地面交通中心）呈“古”字形，航站主楼呈口字形，地上二层为国内和国际出发大厅、值机柜台、商场、安检口、检验检疫、海关、边检区、大门，地上一层为到达大厅、行李提取处、商场、大门。指廊呈十字形，地上二层为国内和国际候机厅，地上一层为泰国亚洲航空基地。

## 地面交通
地面交通中心位于清莱国际机场的南区，呈椭圆形，地上二层是写字楼、通往航站楼通道，地上一层是巴士乘车处、人工关闸。

## 航空公司及航點
| 航空公司     | 目的地                     |
| ------------ | -------------------------- |
| 皇雀航空     | 曼谷-廊曼                  |
| 泰國亞洲航空 | 曼谷-廊曼                  |
| 泰國國際航空 | 曼谷-蘇凡納布              |
| 泰國越捷航空 | 曼谷-蘇凡納布、普吉        |
| 泰国狮子航空 | 曼谷-廊曼                  |
| 亞洲航空     | 吉隆坡 (2024年11月2日開航) |

## 資料來源
1. ↑  . Airports of Thailand.   [2024-07-12]. （原始内容存档于2024-02-28）.
2. ↑  . Aeroroutes.   [2024-07-12].